# 錦上路
錦上路（英語：Kam Sheung Road）是香港新界元朗區八鄉主要道路之一，連接錦田至上村，道路因而得名，全長5.5公里，1962年1月通車。道路西起錦田公路近與錦田市街交界，東至上村公園錦田公路尾端近林錦公路及荃錦公路交界，途經祠堂村、波地路、吳家村、石湖塘、大窩村、元崗村、水盞田、牛徑村、蓮花地、黎屋村、曾屋村、謝屋村、上村新村等多個人口的地區。
錦上路兩旁發展興建了很多村屋及新式住宅。著名地點有錦田紅磚屋、日本千葉園、旦王花、蓮花犬舍、財利農場、黎氏大屋、植桂書室、南苑海鮮酒家及上村公園等。

## 景點

### 跳蚤市場
錦上路周邊設有一個跳蚤市場，位於錦上路站旁邊的空地。市場由港鐵主辦，於2008年5月1日正式開幕。現時，市場只在星期六、日及公眾假期營業，以帶動車站一帶的人流。

## 區內發展
民間曾有團體香港公共專業聯盟建議在錦上路一帶興建廣深港高鐵車站，稱為貫通南北方案，惟此方案並沒有被採納。現時，雖然港鐵在區內設有重鐵車站，即屯馬綫錦上路站，但區內的發展步伐仍然相對緩慢，並沒有跟其他港鐵車站一樣於建站時急速發展，至今車站上蓋物業也是興建中。

## 連接道路

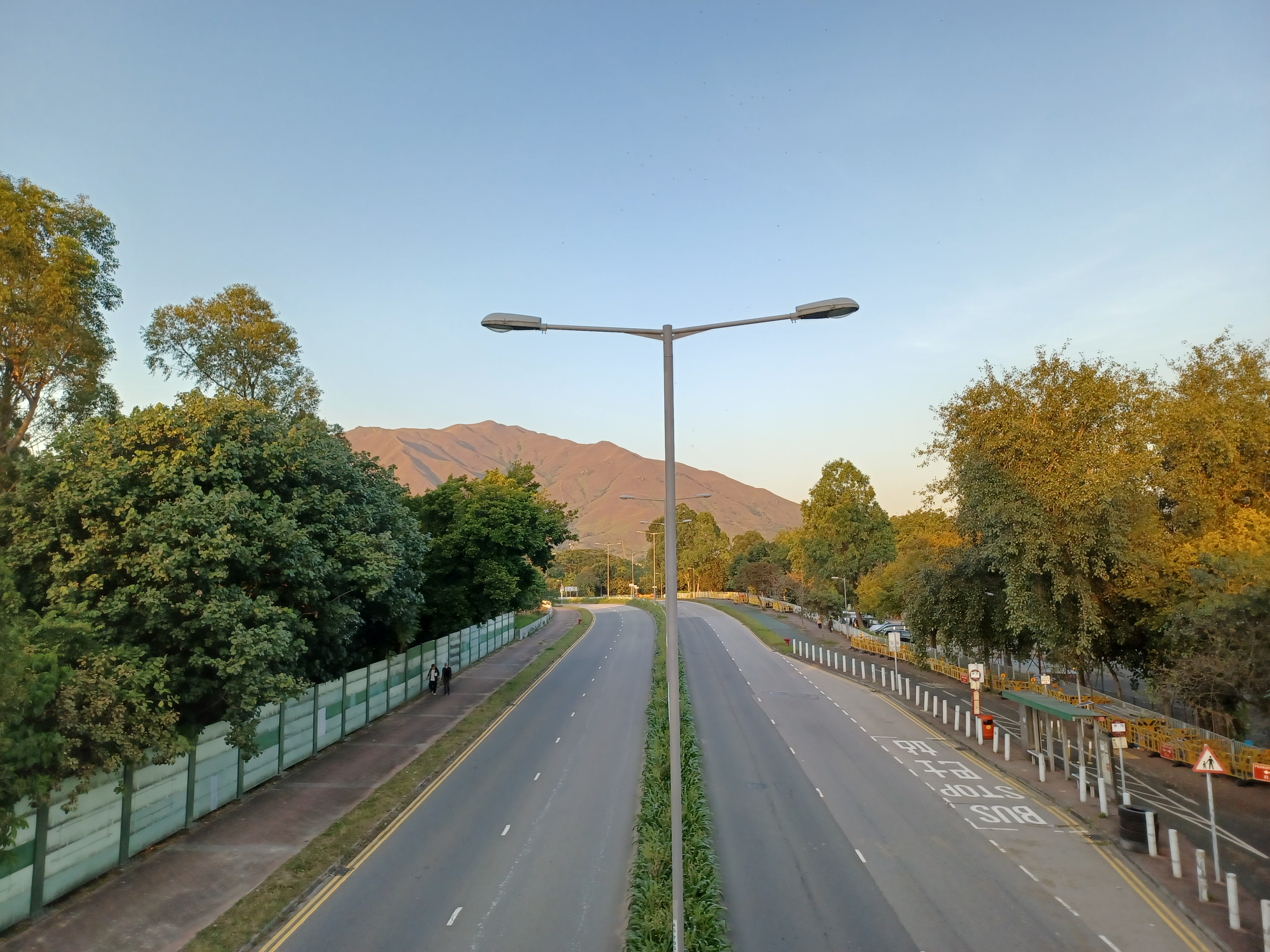
東匯路近吳家村

- 錦田公路
- 南慶東路
- 金水南路
- 八鄉路
- 東匯路
- 錦石路
- 波地路
- 錦匯路
- 錦田公路

## 事件

### 嚴重車禍

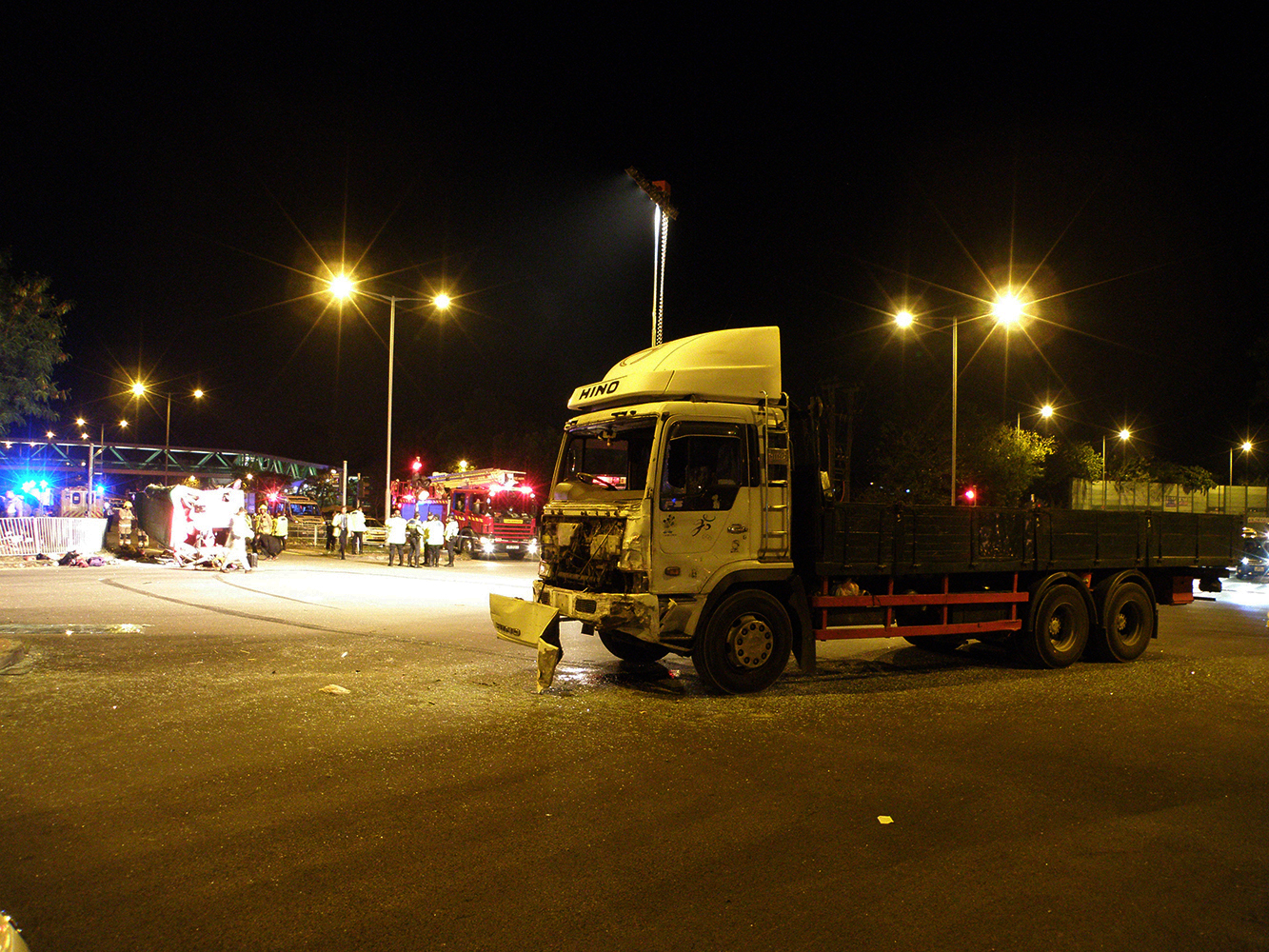
5死車禍現場，小巴右邊車身被中型貨車猛撞，飛彈至路邊並撞歪欄杆後，向左翻側

2015年12月18日下午4時40分，一輛貨車駛至錦上路西行至東匯路交界處時，疑未有遵守燈號十字路口突然駛出，由東匯路北行駛出的九巴雙層巴士及時剎停。一輛608號線小巴因被九巴遮擋視線，繼續以高速駛過路口並被貨車撞及右邊車尾，小巴衝前10米撞向路邊鐵欄後向左翻側，有乘客被拋出車外，車輛嚴重損毀，事故造成5死13傷，其中4人當場死亡，1人留醫三日後亦不治。

## 資料來源
1. ↑  華僑日報, 1962-01-21 第9頁
2. ↑  .   [2018-08-03]. （原始内容存档于2017-12-22）.
3. ↑  錦上路跳蚤市場　全港首創設於港鐵站旁 （页面存档备份，存于）《蘋果日報》2008-05-02
4. ↑  .   [2018-08-03]. （原始内容存档于2019-12-30）.
5. ↑  . 香港電台. 2015年12月21日  [2016年1月1日]. （原始内容存档于2015年12月22日）.（繁體中文）
6. ↑  恐怖車禍4死14傷 小巴捱貨車撞　B女飛出亡 （页面存档备份，存于） 蘋果日報，2015年12月19日